# Литература влахо-молдавского извода церковнославянского языка
Литература влахо-молдавского извода церковнославянского языка — основная часть грамот Княжества Валахия и некоторые грамоты Молдавского княжества с XIV по XVII века.
Анализируя тексты грамот XIV—XV веков, советский славист С. Б. Бернштейн отмечал, что славянские говоры Валахии принадлежали к болгарской группе говоров. Они передают особенности живого разговорного языка, чего нет в самих болгарских грамотах тех времён. По мнению исследователя, «валашские грамоты являются драгоценным источником для изучения славянских народных говоров и для изучения истории болгарского языка». Древнейшая славяно-валашская грамота датирована 1342 годом. В то же время славянские говоры Молдавии были иного происхождения. В основу актового языка Молдавии XIV—XVII веков был положен официальный западнорусский, с вкраплениями живого галицко-волынского говора.
Румынские летописцы, такие как Макарий (создавший хронику Молдавии с 1504 по 1551 год) и его преемник Азарий (до 1574 года), писали в местной версии на среднеболгарском языке. Румынская историография, которая прослеживает корни румынской государственности от времен фракийского (дакского) Децебала, не признает никакой этнической истории в Трансильвании, помимо румынской. Для неё эта территория является частью многовековой румынской земли, которая была оккупирована венграми в течение 800 лет.
Лишь во второй половине XVII века в Валахии и Молдавии начали распространяться тексты на латинском языке, происходит это из Трансильвании в связи с изгнанием османского влияния из этого района. В результате именно из Трансильвании пришла латинизация (так называемая румынизация) в связи с начатой Афанасием Ангелом униатско-католической пропагандой. Процесс был завершён трансильванской школой.